# Ermita de Sant Miquel (Vinebre)
Sant Miquel és una ermita situada a la serra del Tormo, o serra de les Aubagues, i a l'entrada del Pas de l'Ase, a la part meridional del terme municipal de Vinebre (Ribera d'Ebre) protegit com a bé cultural d'interès local. Molt proper a la capella de Sant Miquel hi ha el poblat ibèric que duu el mateix nom, motiu pel qual hi ha indicis que aquest indret fou habitat des de temps molt antics. La capella va ser reconstruïda pels cartoixans d'Escaladei l'any 1680, damunt d'unes ruïnes d'origen templer del segle xii. Aquest indret és famós per haver servit d'amagatall al bandoler Josep Cliviller, de la Torre de l'Espanyol. Els habitants de Vinebre, antigament, hi feien un aplec el dia 8 de maig, dia en què es commemora l'aparició de Sant Miquel. Actualment, però, aquest aplec se celebra el segon dissabte del mes de maig.
L'ermita de sant Miquel és una petita capella de planta rectangular que consta d'una sola nau amb absis poligonal. A l'interior, la nau està coberta amb volta de canó dividida per arcs torals que descansen sobre una cornisa i pilastres. La zona de l'absis està definida per dos arcs apuntats inserits un dins de l'altre, amb la imatge del sant a l'interior. S'accedeix al temple mitjançant un porxo sostingut amb embigat de fusta, obert en arc de mig punt en dos dels seus costats. Dins d'aquest hi ha el portal, d'arc pla emmarcat amb pedra, al costat del qual hi ha una placa on hi consta "Any 1680". A la coberta, sobre del portal, en sobresurt el campanar de cadireta ceràmic. Les façanes laterals presenten contraforts. L'acabat exterior és arrebossat i pintat.